# Baulu Taung
Baulu Taung är ett berg i Myanmar.   Det ligger i regionen Taninthayiregionen, i den södra delen av landet, 800 km söder om huvudstaden Naypyidaw. Toppen på Baulu Taung är 989 meter över havet.
Terrängen runt Baulu Taung är huvudsakligen kuperad. Runt Baulu Taung är det mycket glesbefolkat, med 7 invånare per kvadratkilometer. Det finns inga samhällen i närheten. I omgivningarna runt Baulu Taung växer i huvudsak städsegrön lövskog.